# Società filologica friulana

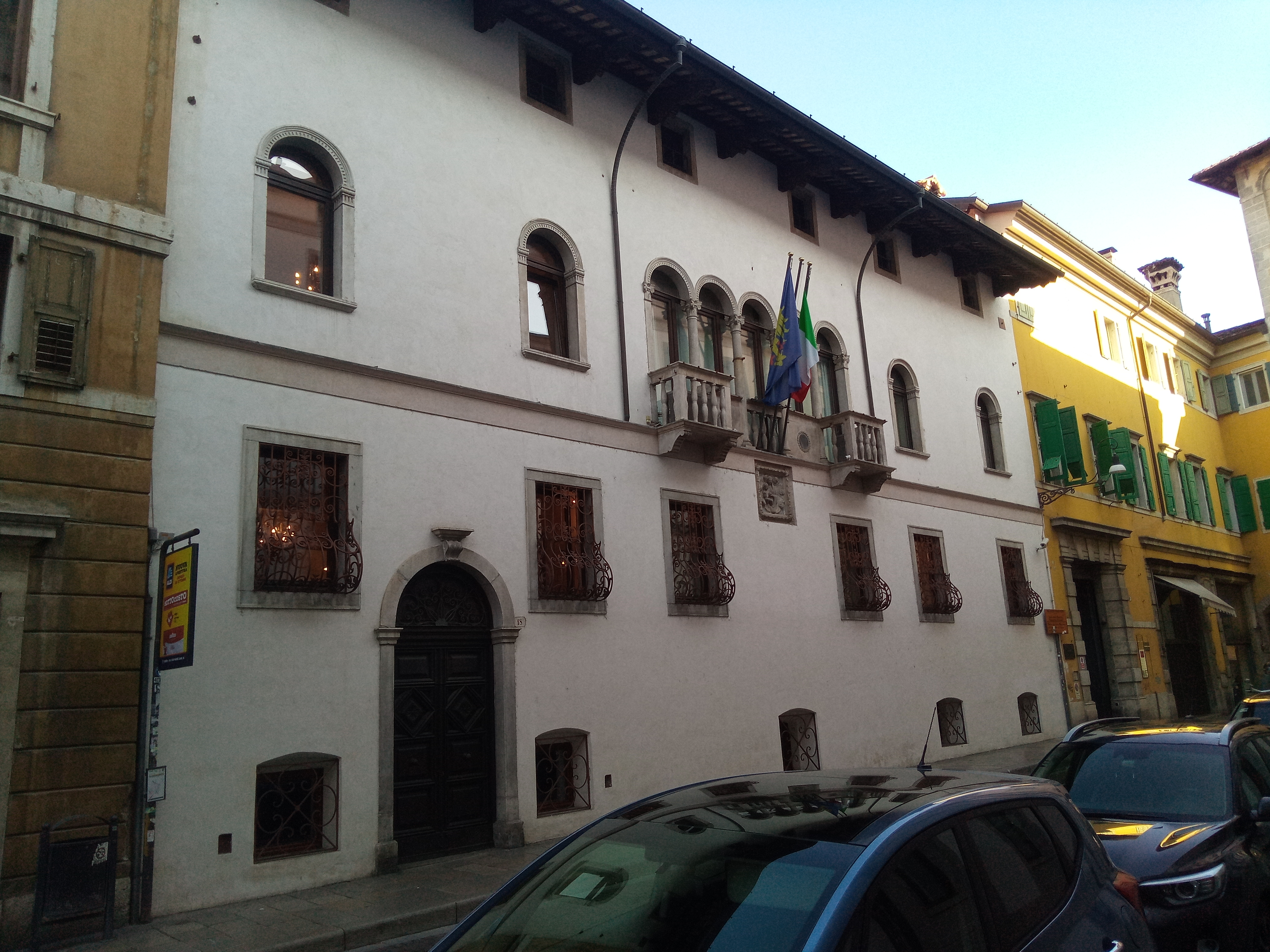
La sede centrale di palazzo Mantica, ad Udine

La Società filologica friulana è un'associazione che ha come scopo la salvaguardia della lingua e della cultura friulana, costituita a Gorizia il 23 novembre del 1919.
I fondatori furono alcuni rappresentanti della cultura friulana, come Giovanni Lorenzoni (che ne fu il primo presidente), Bindo Chiurlo, Ugo Pellis, Ercole Carletti. Fu intitolata al glottologo goriziano Graziadio Isaia Ascoli, che fondò gli studi di dialettologia in Italia e che per primo descrisse scientificamente la lingua friulana nel numero inaugurale della rivista Archivio glottologico italiano.
La società fu riconosciuta ente morale nel 1936.
I suoi scopi, secondo lo statuto, sono la promozione della lingua friulana e la tutela della minoranza linguistica, lo studio e la conoscenza della cultura friulana nei suoi vari aspetti (filologia, letteratura, storia, storia dell'arte, tradizioni popolari, musica, spettacolo), la tutela dei beni culturali friulani e in generale la promozione della conoscenza delle lingue e delle culture minoritarie.
L'associazione raccoglie alcune migliaia di soci e coltiva relazioni e scambi culturali con altre associazioni, enti ed università. Ha contribuito alla realizzazione dell'Atlante linguistico italiano e dell'Atlante storico linguistico etnografico friulano.
Ha sede centrale a Udine, con sedi distaccate anche a Gorizia (Friuli orientale), a Pordenone (Friuli occidentale) e a Tolmezzo (Carnia).